# Александър Бегров
Александър Карлович Бе́гров (на руски: Александр Карлович Беггров) е руски живописец реалист, поддържащ в творчеството си академичните традиции.
Еднакво добре владее техниката на маслените бои и на акварела. Художникът е изявен маринист, академик, почетен член на Императорската художествена академия, член на Обществото на передвижниците.

## Детство
Александър Карлович Бегров е роден на 29 декември 1841 г. в Санкт Петербург. Син е на художника Карл-Йоахим Петрович Бегров, който работи в жанровете литография, акварел и живопис. Карл-Йохансон е академик в Императорската художествена академия в града.
Момчето получава образованието си първо в Морския кадетски корпус (Николаевска морска академия), а после и в Морското инженерно-артилерийско училище към Морското министерство. В ранните си произведения, когато художникът все още не е напълно самостоятелен, се намира под влиянието на популярния френски маринист Луи-Габриел Еужен Изабе. Рисува не само с маслени бои, но и с удоволствие създава акварелни произведения.

## Морски офицер
През 1863 г. завършва училище, произведен е в офицерски чин прапоршчик и постъпва на служба в Императорския Балтийски флот. Отправя се на плаване първо на фрегатата „Ослябля“, а след това с фрегатата „Александър Невски“. При връщането си през 1868 г. „Александър Невски“ катастрофира край бреговете на Дания и потъва, но екипажът е спасен. Във връзка с корабокрушението художникът се запознава с известния маринист Алексей Боголюбов, на когото са поръчани две картини по темата. За да ги създаде, по-възрастният художник черпи информация от ескизите и рисунките на Бегров. През 1870 г. познанството с влиятелния художник помага на младежа да постъпи в Императорската художествена академия. Там учи в пейзажния клас на Михаил Константинович Клодт, като се явява на изпити, без да посещава занятията (като екстернант).
През 1870 г., като командир на фрегатата „Светлана“, Бегров тръгва на поредното пътешествие. Обикаля Европа по море, тръгвайки от Кронщат и пристигайки в Гърция. През 1871 – 1872 г. съпровожда великия княз Алексей Александрович в околосветското му плаване. Докато е на военна служба в Петербург, от 1868 до 1873 г. е и ученик на Боголюбов. Тези 5 години имат решаващо значение за младежа и определят по-нататъшния му път като художник-маринист, още повече, че има възможност да рисува много от натура. През 1871 г. младият художник се проявява като вече изявен творец. В списание „Световна илюстрация“ е публикувана рисунката му „Ледоход по Нева при Николаевския мост“.

## Франция
През 1873 г. Боголюбов се преселва във Франция. На следващата година Бегров напуска военната си служба, заминава за Париж и живее във Франция почти 2 години. Известно време се усъвършенства в школата на френския художник Леон Жозеф Флорантен Бона, но работи главно при своя предишен учител Алексей Боголюбов. За художника любими места във Франция стават крайбрежните райони. Той рисува много от натура и рисува крайбрежията на Льо Трепор, Хавър, Конкарно и други. Морето задълго задържа интереса и въображението на Бегров и се утвърждава като водеща тема в неговите произведения. Негови творби с изображения на европейски пристанищни градове, на морето и военни кораби предизвикват голям интерес по изложбите и заемат достойно място в частни колекции.
Във Франция Бегров се запознава с руски художници-передвижници, които са на специализация там. През 1874 се отправя на пътешествие по крайбрежието на Ламанш заедно с Василий Поленов, Иля Репин, Константин Савицки, Василий Доброволски и Алексей Боголюбов. От пътешествието си всички донасят много и разнообразни творби. На следващата година баща му умира и се налага Бегров да се завърне в Русия. Оттогава той напълно се отдава на любимото си занимание – живописта.

## Русия
След смъртта на баща си Бегров се отдава с пълна сила на рисуването. Създава едни от най-значителните си произведения – „Поглед към Английската крайбрежна от Василевския мост“, „Устието на Нева“, „Петербургски военен пристан“, „С Мытного перевоза на биржу“ и други, посветени на Петербург.
В периода 1870 – 1880 се засилва интересът му към стафажа, оживяване на пейзажа с фигури на хора или животни. Едновременно с картините, посветени на морето, той все по-често започва да рисува и градски пейзажи – „Утро на Невския проспект“ (1886), „Аничковият мост в Санкт Петербург“ (преди 1914). На VІІ изложба на передвижниците показва картината „Крайбрежната на Нева“ (1876), която поставя началото на цял цикъл от петербургски пейзажи. Към него принадлежат „Санкт Петербург през зимата, с куполите на Исакиевския събор“ (1878), „Поглед към Нева от Зимния дворец“ (1882), „Петербургската фондова борса“ (1891) и други.
През 1873 г. излага 3 творби в Петербургската императорска художествена академия, за които получава малък сребърен медал. Това са „Вид города Канеи на острове Кондии“, „Императорската яхта „Държава““ и „Параходът „Великият княз Константин““. През 1878 г. е назначен за художник към Морското министерство и остава на тази длъжност до края на живота си. На международната изложба в Париж получава висока награда за картината си „Поглед към Нева и Стрелката на Василевския остров от Фондората борса“ (1879).
От 1874 г. започва да участва в изложбите на передвижниците, а 4 години след това става пълноправен техен член. Като морски офицер и художник на Морското ведомство, Бегров участва в няколко околосветски експедиции, от които носи все нови и нови картини. Голяма част от работите му са посветени на морската тематика – изгледи от пристанищни градове – „Хавър. Вход в пристанището по време на прилив“ (1876), „Изглед от Петербург“ (1882), „Брегът в околностите на Гапсал“ (1897), „Венеция“ (1906) и други. Морето и корабите също не са забравени – „Шевенинген. Кърпене на риболовни кораби“ (1877), „Гонка на яхтите „Държава“ и „Александрия“ на Малкия кронщатски рейд“ (1880), „Морски бой“ (1890).
През 1885 г. художникът става един от учредителите на Обществото на руските акварелисти. Много от картините му са изпълнени именно с тази техника – изгледи от Санкт Петербург, Венеция, Нормандия и много други.
В края на 19 век Бегров се заселва в град Гатчина. Купува празен блатист терен и го пресушава. На мястото издига къща, създава градина, наторява почвата, посажда малини, цариградско грозде, касис, ягоди. Изписва специален сорт рози и успява да ги аклиматизира. Този дом не се е съхранил.
В Гатчина Бегров създава много картини – „Голямата Морска улица“ (1903), „Петербург. Поглед към Нева“ (1912), „Нева и крайбрежната при Адмиралтейството в лунна нощ“ (преди 1914), „Оръдейният каземат на фрегатата „Ослябя“ (до 1914). На изложбата на передвижниците през 1899 г. излага 5 картини – „Петербург“, „Гатчински дворец“, „Люляк“, „Нормандия. Естрета“, „Градина“. Добре известни са и изображенията на известни морски съдове – „Винтовата фрегата „Светлана““ (1878), „Фрегатата „Меркурий“ (1879), „На палубата на „Светлана“ (1884), „Императорската яхта „Щандарт““ (1892), „Салонът на броненосеца „Чесма“ (1902).
През 1899 г. Петербургската художествена академия го удостоява със званието академик по живопис, а през 1912 г. става неин почетен член. Като художник придобива голяма известност в страната. Негови работи са ползвани в такива популярни издания като „Нива“, „Север“, „Световна илюстрация“.

## Последни години
През 1903 г. умира жена му и Бегров много трудно преживява смъртта ѝ. От 1906 г. той никога повече не напуска Гатчина. През лятото кани свои приятели – художници, передвижници. В края на живота си, за известно време, живее на ул. „Съборна“ в старинна дървена къща, която е оцеляла. През 1912 г. участва с картините си за последен път в изложба. През същата година изпраща голяма сума пари във фонда на Императорската художествена академия като помощ за бедни художници или техните вдовици и сираци.
През последните години от живота си художникт страда от неизлечима болест, честите пристъпи и изтощителни болки го измъчват и обезверяват. Бегров живее в дългогодишна самота, повече не е в състояние да рисува и губи вяра във възстановяването си. През последните месеци продава и често подарява картините и художествените си принадлежности, а някои дори изгаря. Постоянно говори за смъртта, а загубата на приятеля му, художника Василий Варгин, усилва духовната му скръб и го кара да не намира повече смисъл в живота. На 27 април 1914 г., на 73-годишна възраст, с пистолетен изстрел в сърцето, художникът се самоубива в имението си в Гатчина.
В последния си път е изпратен от много хора. На гроба му са положени венци от президента на Художествената академия, от великата княгиня Мария Павловна, от Обществото на передвижниците, от приятели, познати и непознати. Погребан е в лютеранското гробище на града.
- Санкт Петербург
- Адмиралтейството и Нева откъм Зимния дворец (1881)
- Невският проспект (1882)
- Петербургската фондова борса (1891)
- Голямата "Морска улица“ (1903)
- Аничковият мост в Санкт Петербург (преди 1914)
- Нева и крайбрежната при Адмиралтейството в лунна нощ (преди 1914)

- Морски съдове
- Винтовата фрегата „Светлана“ (1878)
- Фрегатата „Меркурий“ (1879)
- Яхтата „Дружба“ (1892)
- Императорската яхта „Полярна звезда“ (1892)
- Императорската яхта „Щандарт“ (1892)
- Морски бой (1890)

- Пристанища
- Хавър. Вход в пристанището по време на прилив (1876)
- Схевенинген. Кърпене на риболовни кораби (1877)
- Десант на бойния кораб „Чесма“ в Севастопол (1887)
- Посрещане на германския император Вилхелм I на големия Кронщатски рейд – 7 юли 1882 (1888)
- Пристанището на Триест (1897)
- Петербург. Поглед към Нева (1912)